# 方家营镇
方家营镇，是中华人民共和国河北省邢台市威县下辖的一个乡镇级行政单位。
2014年，河北省民政厅批复同意撤销方家营乡，设立方家营镇，镇人民政府驻方家营村育才街6号。

## 行政区划
方家营镇下辖以下地区：
西方家营村、南方家营村、东方家营村、北方家营村、孙家寨村、东徐固寨村、西徐固寨村、马塘寨村、四马坊村、五马坊村、油坊村、宋庄村、南里村、庞苏庄村、后里村、赵里村、第三口村、张官寨村、孙家陵村、王家陵村、东堂村、西堂村、张家陵村、薛高寨村、王高寨村和翟家庄村。